# جاكي سيلفا
جاكي سيلفا (بالبرتغالية: Jacqueline Silva) (13 فبراير 1962 في البرازيل - ) هي لاعب كرة طائرة شاطئية ولاعبة كرة طائرة برازيلية. شاركت في الألعاب الأولمبية الصيفية 1984 والألعاب الأولمبية الصيفية 1980.

## وصلات خارجية
- جاكي سيلفا على موقع الاتحاد الدولي beach volleyball database (الإنجليزية)
- جاكي سيلفا على موقع قاعدة بيانات الكرة الطائرة الشاطئية (الإنجليزية)
- جاكي سيلفا على موقع أوليمبيديا (الإنجليزية)
- جاكي سيلفا على موقع اللجنة الأولمبية البرازيلية (البرتغالية)